# Anne Conti
Anne Conti est une actrice et metteuse en scène française.

## Biographie
Elle sort du Conservatoire National de Région de Lille en 1990 où elle suit notamment les enseignements de Gilles Defacque, François Rancillac, Jos Verbist et Philippe Minyana.
Au théâtre, elle jouera à ses débuts dans une douzaine de créations de la compagnie Théâtre de Scène, co-dirigée par David Conti et Vincent Goethals : Un tramway nommé désir deTennessee Williams, Le cercle de craie caucasien de Bertolt Brecht, Les papiers d’Aspern d’après Henry James , La ronde d’après Arthur Schnitzler, Tête de poulet de Spiro, Le pont de pierre et la peau d’image de Daniel Danis, Les mains d’Edwige au moment de la naissance de Wajdi Mouawad, Un Volpone d’après Ben Johnson, Cendres de cailloux de Daniel Danis (programmé au festival In d’Avignon 2003…), Salina de Laurent Gaudé.
Elle croise et joue pour de nombreux metteurs en scène aux univers différents dont Gervais Robin (Marthe dans l’Echangede Paul Claudel…), Brigitte Mounier, Dominique Sarrazin, Dominique Lardenois, Bernard Lévy, Thierry Pocquet, Jean-Michel Rabeux, Pierre Foviau, Stuart Seide, Jacques Bonnaffé, Anne-Marie Storme, Frédéric Laforgue, Claire Dancoisne…
Elle a été assistante à la mise en scène, s’est initiée à la marionnette avec Emilie Valentin, François Lazzaro, Claire Dancoisne. Elle s’est formée à la danse et travaillé avec différents chorégraphes : Christine Bastin, Jean-Philippe Costa-Muscat, Cyril Viallon, Farid Ounchiouene, Serge Aimé Coulibaly.
Elle écrit de nombreuses adaptations scéniques puis ses propres textes.
Son travail autour des écritures contemporaines, poétiques et politique, les spectacles/lectures avec Jacques Bonnaffé et les rencontres avec certains auteurs ont marqué sa carrière d’actrice (Laurent Gaudé, Caryl Ferey, Wajdi Mouawad, Jean-Pierre Siméon, Virginie Despentes…).
Elle fonde sa compagnie In Extremis en mai 2006 et conçoit, écrit et met en scène plusieurs spectacles : Stabat mater furiosa de Jean-Pierre Siméon en octobre 2005, Infiniment là de Anne Conti en octobre 2008, Vivre dans le feu, d’après la vie de Marina Tsvetaeva en janvier 2012, Tout reste à faire de Anne Conti en mars 2016, Zoom avant d'après les bandes dessinées de Fabcaro en 2021.
Son univers mêle le théâtre et la musique.
Elle tourne ses spectacles et parallèlement répond aux propositions de mises en scène, de directions de jeu, d'actrice, pour le théâtre, la télé ou le cinéma.

## Théâtre

### Comédienne
- 1991 : Un tramway nommé désir deTennessee Williams, mise en scène Vincent Goethals
- 1991 : Hybris, par le Collectif Organum
- 1992 : Le cercle de craie caucasien de Bertolt Brecht, David Conti et Vincent Goethals
- 1993 : L’Echange de Paul Claudel, Gervais Robin
- 1994 : La ronde d’après Arthur Schnitzler, David Conti
- 1995 : Jude l’obscur Thomas Hardy, Dominique Sarrazin
- 1995 : Incidents de R. Barthes, Gervais Robin
- 1996 : Tête de poulet de Georgi Spiro, Vincent Goethals
- 1997 : Cassandre de C. Wolf, Dominique Sarrazin
- 1997 : Le Sylphe auteurs du 18ème, Brigitte Mounier
- 1998 : Histoires courtes mais vraies… ou presque, Bernard Lévy
- 1998 : Corps plongés dans un liquide de Christine Angot, Dominique Lardenois
- 1998 : Abosphore et Schiffino de I. Bruniet, Brigitte Mounier
- 1999 : Le pont de pierre et la peau d’image de Daniel Danis, Vincent Goethals
- 1999 : La mémoire du monde d’ Olivier Balagna
- 2000 : Les Mains d'Edwige au moment de la naissance de Wajdi Mouawad, Vincent Goethals
- 2001 : Le boxeur pacifique de Jean-Yves Picq, Pierre Foviau
- 2002 : Volpone de Ben Jonson, mise en scène de Vincent Goethals
- 2003 : Cendres de cailloux de Daniel Danis, Vincent Goethals
- 2004 : La supplication de S. Alexievitch, Valérie Dablemont
- 2004 : Le banquet du faisan, Jacques Bonnaffé
- 2005 : Stabat Mater Furiosa de Jean-Pierre Siméon, mise en scène d'Anne Conti et Patricia Pekmezian
- 2005 : Salina de Laurent Gaudé, mise en scène de Vincent Goethals
- 2008 : Infiniment là d'Anne Conti, mise en scène d'Anne Conti
- 2009 : Frida, mise en scène Stuart Seide
- 2010 : Blowing de J. Van den Berg, mis en scène de Frédéric Laforgue
- 2011 : A bout de silence, texte et mise en scène Anne-Marie Storme
- 2011 : Maisons closes, mise en scène Claire Dancoisne
- 2012 : Vivre dans le feu de Marina Tsvetaïeva, mise en scène d'Anne Conti
- 2013 : Gratz, mise en scène Arnaud Van Lancker, Cie du Tire Laine
- 2014 : Traverser la nuit d'Anne-Marie Storme, mise en scène d'Anne-Marie Storme
- 2016 : Tout reste à faire d'Anne Conti, mise en scène de Patricia Pekmezian
- 2017 : Coriolan d'après William Shakespeare et Bertolt Brecht, mise en scène Frédéric Laforgue
- 2018 : L'Homme qui rit de Victor Hugo, mise en scène de Claire Dancoisne
- 2021 : Doléances, mise en scène Marie Liagre
- 2021 : Jardin d'hiver, mise en scène Claire Dancoisne
- 2022 : Côté jardin, mise en scène Claire Dancoisne
- 2023 : La contrainte, mise en scène Anne Marie Storme
- 2024 : Rien n'a jamais empêché l'histoire de bifurquer de Virginie Despentes, mise en scène Anne Conti

### Metteure en scène
- 2005 : Stabat Mater Furiosa de Jean-Pierre Siméon, mise en scène d'Anne Conti et Patricia Pekmezian, Cie In Extremis
- 2008 : Lueurs et chuchotements, écrit et mis en scène par Anne Conti
- 2009 : La place publique, de Jean-Yves Picq commande du Channel, scène nationale de Calais
- 2009 : Infiniment là, écriture et mise en scène d'Anne Conti, Cie In Extremis
- 2010 : Donc, de Jean-Yves Picq commande du Channel, scène nationale de Calais
- 2010 : Nougaro électro(n) libre, commande de mise en scène
- 2011 : Essayages, écriture plateau, commande du Channel, scène nationale de Calais
- 2011 : Je nous tiens debout, commande par la cie Les encombrantes
- 2012 : Animal lecteur, écriture plateau commande du Channel, scène nationale de Calais
- 2012 : Vivre dans le feu, d'après Marina Tsvetaïeva, Cie In Extremis/Anne Conti
- 2012 : La cadenza, écriture plateau, commande du Channel, scène nationale de Calais
- 2013 : Dans les yeux de mon père, commande de la Cie Solo Gomez
- 2016 : J'ai un rêve au bout de la langue, écriture plateau, commande de l'EPSM Bailleul
- 2016 : Perpète, commande de la Cie La voyageuse immobile
- 2016 : Tout reste à faire, écriture et mise en scène d'Anne Conti et Patricia Pekmezian, Cie In Extremis
- 2018 : Alerte générale, écriture plateau, commande de l'EPSM Bailleul
- 2019-21 : En corps et en corps, écriture plateau, commande du Channel, scène nationale de Calais
- 2021 : Zoom avant, d'après les bandes dessinées de Fabcaro, Cie In Extremis/Anne Conti
- 2022 : Le petit musée des Lenine Renaud, concert Le Terrier Productions
- 2023 : L'autre moitié du ciel des Zalinka, concert Cie La Filandre
- 2023 : Les assoiffées, écrit et mise en scène Anne Conti, commande de l'Onde théâtrale
- 2023 : Machine de guerre, commande de la Cie Ratibus
- 2024 : Rien n'a jamais empêché l'histoire de bifurquer de Virginie Despentes, Cie In Extremis

### Auteure
- 2010-2011 : Infiniment là, mise en scène d'Anne Conti
- 2016-2018 : Tout reste à faire, mise en scène d'Anne Conti et Patricia Pekmezian
- 2023 : Les Assoiffées, commande d'écriture de l'Onde théâtrale

## Filmographie

### Cinéma
- 2005 : Les Messagers de Patrick Dhaussy (court-métrage)
- 2012 : Ouf de Yann Coridian : Sabine
- 2015 : En mai, fais ce qu'il te plaît de Christian Carion : Femme du Bucquoy

### Télévision
- 1992 : C'est mon histoire : la liberté d'aimer d'Agnès Delarive : Emmanuelle
- 1993 : Le Pénitent de Jean Pierre Bastid
- 1995 : Le Fantôme du château de Jacques Buisson
- 1997 : La Parenthèse de Jean-Louis Benoît : Solange
- 2013 : Commissaire Magellan de François Guérin
- 2014 : Un fils d'Alain Berliner : Marie-Pierre
- 2014 : Les Témoins d'Hervé Hadmar : Sybil
- 2014 : Les Petits Meurtres d'Agatha Christie de Marc Angelo
- 2015 : Une mère en trop de Thierry Petit : Paule Romero
- 2018-2019 : Kepler(s) de Frédéric Schoendoerffer : Sylvie Couthon (mini série)
- 2019 : Mauvaise Mère d'Adeline Darraux : Capitaine Lanteri
- 2020 : Police de caractères de Gabriel Aghion : Mécanicienne
- 2021 : Germinal de David Hourrègue : La Levaque (mini-série)
- 2022 : Le Village des endormis de Philippe Dajoux : Isabelle
- 2023 : Frotter frotter il faut que ça brille de Marion Vernoux : Lila